# Fabiana Sgroi
Fabiana Sgroi (Palermo, 13 maggio 1981) è un'ex canoista italiana.

## Carriera
Nata a Palermo nel 1981, nel 2005, a 24 anni, ha vinto due medaglie ai Giochi del Mediterraneo di Almería, in Spagna: l'oro nel K-1 500 metri con il tempo di 1'52"263 e l'argento nel K-1 1000 metri, in 3'53"607, dietro solo ad Anna Ricciotti. L'anno successivo, agli Europei di Račice, in Repubblica Ceca, ha ottenuto il bronzo nel K-2 500 metri, insieme ad Alessandra Galiotto, terminando in 1'41"381, dietro ad Ungheria e Germania. Ha ottenuto un altro terzo posto agli Europei 2007 di Pontevedra, in Spagna, nel K-4 1000 metri (insieme a Stefania Cicali, Alice Fagioli e alla stessa Alessandra Galiotto), terminando in 3'29"726 dietro sempre ad Ungheria e Germania. A 27 anni ha partecipato ai Giochi Olimpici di Pechino 2008 nel K-2 500 metri e nel K-4 500 metri. Nel primo, dove partecipava in coppia con Stefania Cicali, è stata eliminata in semifinale con il sesto tempo, 1'46"163, dopo l'1'47"018 della batteria, dove aveva concluso settima, mentre nel secondo, insieme alla stessa Stefania Cicali, ad Alice Fagioli e ad Alessandra Galiotto, è arrivata in finale, dove ha concluso al settimo posto in 1'36"770.

## Palmarès
- Europei

Račice 2006: bronzo nel K-2 500 m (insieme ad Alessandra Galiotto).
Pontevedra 2007: bronzo nel K-4 1000 m (insieme a Stefania Cicali, Alice Fagioli ed Alessandra Galiotto).
- Giochi del Mediterraneo

Almería 2005: oro nel K-1 500 m, argento nel K-1 1000 m.